# Jan Mak
Jan Mak, né le 21 juin 1945 est un entraîneur de football néerlandais. Il dirige jusqu'en avril 2014 la sélection seychelloise.